# Ентоні Джошуа — Франсіс Нганну
Бій Ентоні Джошуа — Франсіс Нганну (англ. Anthony Joshua vs Francis Ngannou), з назвою Нокаутний хаос (англ. Knockout Chaos) — професійний 10-раундовий боксерський поєдинок між дворазовим ексчемпіоном у важкій вазі Ентоні Джошуа та колишнім бійцем UFC Франсісом Нганну. Бій відбувся 8 березня 2023 року на Кінгдом Арені в Ер-Ріяді (Саудівська Аравія). Ентоні Джошуа здобув перемогу нокаутом у другому раунді.
У співголовній події Джозеф Паркер здобув титул WBO Interim у важкій вазі, здолавши рішенням більшості Чжана Чжілея (113–113, 114–112, 115–111).

## Передумови
В грудні 2015 року Ентоні Джошуа здолав Ділліана Вайта нокаутом. Саме після цього поєдинку Джошуа почав завойовувати титули чотирьох основних боксерських організацій. Спочатку британець здобув титул IBF у поєдинку проти Чарльза Мартіна, потім додав до своєї колекції пояси IBO та WBA, здолавши технічним нокаутом Володимира Кличка, а пізніше отримав ще й пояс WBO, вигравши одностайним рішенням у Джозефа Паркера.
1 червня 2019 року Ей-Джей зазнав першої поразки у кар'єрі, поступившись технічним нокаутом Енді Руїзу, проте у грудні того ж року провів успішний реванш[en], повернувши всі втрачені титули. Після цього Джошуа провів успішний захист проти Кубрата Пулева, а потім двічі поспіль поступився Олександру Усику (у 2021 і 2022 роках) втративши всі свої пояси. Ентоні повернувся на ринг у квітні 2023 року у поєдинку проти Джермейна Франкліна, коли здолав американця одностайним рішенням. Останні 2 поєдинки британець завершив достроково, зумівши нокаутувати Роберта Геленіуса та Отто Валліна.
Франсіс Нганну вперше і востаннє вийшов на професійний боксерський ринг в поєдинку проти Тайсона Ф'юрі. Тоді камерунець зазнав суперечливої поразки розділеним рішенням суддів.

## Час початку
Мейн івент розпочався о 03:00 за київським часом.

## Транслятори
PPV шоу пройшло на стрімінговому сервісі DAZN PPV.

## Перебіг поєдинку
Протягом першої половини першого раунду Нганну добре реагував на атаки суперника. Проте далі камерунець змінив стійку на правосторонню і одразу опинився на канвасі після правого прямого.
У 2-у раунді Нганну намагався пресингувати Ей-Джея, проте поступався британцю в роботі ніг. Спочатку Франсіс пропустив крос, після якого зумів втриматися на ногах. Але через декілька секунд Нганну вдруге опинився в нокдауні. Він зумів підвестись, проте майже одразу був нокаутований.